# Энеида (мультфильм)
Энеида (укр. Енеїда) — украинский советский полнометражный рисованный мультипликационный фильм на украинском языке режиссёра Владимира Дахно, снятый в 1991 году по мотивам одноимённой поэмы Ивана Котляревского, как пародия на «Илиаду» Гомера и «Энеида» Вергилия, по заказу ТПО «Союзтелефильм» и Министерства культуры Украины.
Хотя работа над мультфильмом началась ещё в 1988 году, его полноценный релиз состоялся уже после принятия Декларации о независимости Украины, в связи с чем украинская служба BBC в 2017 году назвала «Энеиду» первым полнометражным мультфильмом независимой Украины. Телевизионная премьера состоялась на телеканале УТ-1 в 1991 году.

## История создания
В 1988 году творческое управление «Союзтелефильм» заказало киностудии Укранимафильм (бывший «Киевнаучфильм») производство полнометражного анимационного фильма «Энеида» по мотивам одноимённой поэмы И. А. Котляревского. Создатели мультфильма работали над ним 3 года и завершили работу уже в 1991 году.
По словам художника-постановщика ленты Эдуарда Кирича, композиция мультфильма складывается из семи короткометражных частей, в каждой из которой использовано порядка 14 тысяч рисунков. Кирич также упомянул, что несмотря на то, что производство «Энеиды» началось ещё в 1988 году, в ней были спрятаны кадры сине-жёлтого украинского флага, ставшего официальным после Декларации о независимости 24 августа 1991 года. Владимир Дахно также подчеркнул, что не хотел осуществлять буквальную экранизацию поэмы И. А. Котляревского, а, наоборот, переосмыслил сюжет в соответствии со своей авторской позицией.

## Сюжет
Удалой казак Эней Анхизович вместе со своими боевыми побратимами и своим народом проживал в Трое. После осады города греками герой мультфильма получает телеграмму-молнию от Зевса с приказом покинуть родные края всем троянцам и отправиться на поиски новой Родины в Латинию. Погрузив на корабли весь народ с землёй, домашним скотом и домами, Эней отплыл в странствие. Однако неприятности начинают преследовать Энея на каждом шагу. Богиня Юнона, невзлюбившая Энея из-за того, что он являлся сыном Венеры, мстит ему и обрушивает на него свой гнев. Юнона, вступив в сговор с богом ветров Эолом, уговаривает его наслать на корабли Энея злое бедствие. Эол выполняет эту просьбу с помощью ветров Борея, Нота, Эвра и Зефира, которые создают страшную бурю, чтобы Эней и его команда сгинули в морской пучине. Но Венера, решившая спасти своего сына, узнаёт от Зевса, что дальнейшая судьба героя уже благополучно предопределена.
Неспроста Эней прослыл умным и находчивым лидером — он договаривается с повелителем морских пучин Нептуном, спасает тонущие корабли и получает возможность относительно безопасно плавать по морям и океанам, чтобы наконец встретить свою судьбу. За долгие месяцы странствия Эней переживает немало приключений. Вместе с троянцами он посещает Карфаген, где его заманивает в свои покои влюблённая царица Дидона, и только вестник богов Меркурий образумливает Энея и приказывает ему продолжать путь по воле Зевса. С Кумской сивиллой герой сходит в Загробный мир, где навещает своего покойного отца Анхиза.
Эней и его товарищи прошли долгий путь странствий, полный курьёзных ситуаций, битв и удивительных открытий.
В результате продолжительных поисков Эней находит земли, которые должны стать новой Родиной его народа, и основывает Римскую Сечь. Лавиния, дочь местного царя Латина, влюбляется в Энея. Князь Турн, с которым царевна была помолвлена, объявляет своему сопернику войну (и здесь снова не обходится без интриг Юноны), но позорно проигрывает, а Эней женится на Лавинии.

## Озвучивание
Как и в поэме, герои мультфильма не произносят свои речи. И. Котляревский все детали повествования описывает от имени автора, режиссёр мультфильма поручил чтение закадрового текста актёру старой драматической школы Андрею Подубинскому.